# Ким Сын Иль
Ким Сын Иль (хангыль: 김승일; 2 сентября 1945, ?) — северокорейский футболист, нападающий, участник чемпионата мира 1966 года.

## Карьера

### В сборной
Ким Сын Иль участвовал в отборочных играх с Австралией, затем вошёл в состав команды, принявшей участие в чемпионате мира 1966 года. На турнире провёл два матча против сборных СССР и Чили.
| № | Дата           | Место проведения   | Соперник  | Счёт | Голы | Турнир                          |
| 1 | 21 ноября 1965 | Пномпень, Камбоджа | Австралия | 6:1  | -    | Отбор к ЧМ-1966 (стыковой матч) |
| 2 | 24 ноября 1965 | Пномпень, Камбоджа | Австралия | 3:1  | 2    | Отбор к ЧМ-1966 (стыковой матч) |
| 3 | 12 июля 1966   | Мидлсбро, Англия   | СССР      | 0:3  | -    | Чемпионат мира 1966             |
| 4 | 15 июля 1966   | Мидлсбро, Англия   | Чили      | 1:1  | -    | Чемпионат мира 1966             |

Итого: 4 матча / 2 гола; 2 победы, 1 ничья, 1 поражение.